# Флавий Студий
Флавий Студий (лат. Flavius Studius) — государственный и религиозный деятель Византийской империи V века.
В 454 году — консул (одновременно с Флавием Аэцием). С 464 года — патрикий.
Известен как основатель Студийского монастыря (462).